# Oigny (Loir-et-Cher)
Oigny település Franciaországban, Loir-et-Cher megyében. Lakosainak száma 90 fő (2018. január 1.). Oigny Le Plessis-Dorin, Souday, Saint-Agil, Arville, Le Gault-du-Perche és Saint-Avit községekkel határos.

## Népesség
A település népességének változása:
| Lakosok száma | 170  | 140  | 100  | 68   | 80   | 93   | 96   | 91   | 86   | 90   |
|               | 1968 | 1975 | 1982 | 1990 | 1999 | 2011 | 2013 | 2015 | 2017 | 2018 |